# Iklanberény
Iklanberény is een plaats (község) en gemeente in het Hongaarse comitaat Vas. Iklanberény telt 42 inwoners (2001).